# Wit Studio
Вит студио (јап. 株式会社ウィットスタジオ Kabushikigaisha Wit Studio) је јапански студио за анимацију основан првог јуна 2012. од стране радника Production I.G-а као споредна фирма IG Port-а. Седиште фирме се налази у Мусашину, Токио, а за председника фирме постављен Џорџ Вада, радник Production I.G-а, а за директора је постављен Тецуја Накатаке, такође радник Production I.G-а. Студио је добио на значају када је анимирао прве три сезоне Напада титана.

## Оснивање
Студио је основао Џорџ Вада, бивши радник Production I.G-a. Одмах по оснивању фирме Тецуја Накатаке је постављен за главног директора студија. Још неколико бивших радника Production I.G-a запослило се у Вит, међу којима су истакнути директори анимације Кјоџи Асано, Сатоши Кадоваки и Тецуро Араки, који су сви радили заједно на анимирању Напада титана.
Вит студијо је финансиран са почетном инвестицијом од ¥30.000.000 капиталом IG Porta, Ваде и Накатакеа, за које се наводи да поседују 66,6% , 21,6% и 10% укупних деоница фирме.

## Продукти студија

### Аниме серије
| Година     | Наслов | Директор          | Број епизода | Допис                                                             |
| ---------- | ------ | ----------------- | ------------ | ----------------------------------------------------------------- |
| 2013–2019. |        | Тецуро Араки      | 59 + 8 ОВА   | Рађен по манги коју је написао Хаџиме Исајама.                    |
| 2014–2019. |        | Хиро Кабураги     | 39 + 7 ОВА   | Рађен по манги коју је написао Нацуми Егучи.                      |
| 2015.      |        | Котоми Деај       | 12           | Оригинална серија.                                                |
| 2015.      |        | Даисуке Такудо    | 24 + 1 ОВА   | Рађен по манги коју је написао Такаја Кагами.                     |
| 2016.      |        | Тецуро Араки      | 12           | Оригинална серија.                                                |
| 2017–2018. |        | Норихиро Наганума | 24 + 3 ОВА   | Рађен по манги коју је написала Коре Јамазаки.                    |
| 2018.      |        | Ајуму Ватанабе    | 12           | Рађен по манги коју је написала Џун Мајузуки.                     |
| 2019–2020. |        | Кенширо Мори      | 52           | Рађен у сарадњи са -ом.                                           |
| 2019.      |        | Шуеј Јабута       | 24           | Рађен по манги коју је написао Макото Јукимура.                   |
| 2020–2021. |        | Хироаки Акаги     | 50           | Рађен у сарадњи са -ом.                                           |
| 2020.      |        | Хиро Кабураги     | 23           | Оригинална серија.                                                |
| 2021.      |        | Шинпеј Езаки      | 13           | Оригинална серија коју су написали Тапеј Нагацуки и Еиџи Умехара. |
| 2021–2022. |        | Јосуке Хата       | 23           | Рађен по манги коју је написао Сосуке Тока.                       |
| 2022-      |        | Казухиро Фурухаши | 37           | Рађен по манги коју је написао Тацуја Ендо у сарадњи са -ом.      |
| 2022.      | !      | Масахико Ота      | 60           | Оригинална серија.                                                |
| 2023.      |        | Кеничиро Комаја   | 24           | Оригинална серија рађена у сарадњи са ом.                         |
| 2023.      |        | Јосуке Хата       | 10           | Рађен по манги коју је написао Сосуке Тока.                       |
| 2024.      |        | Ери Осада         | 10           | Оригинална серија коју су написали Тапеј Нагацуки и Еиџи Умехара. |
| 2024.      |        | Масахико Ота      | 12           | Рађен по манги коју је написао Ошиошио.                           |
| 2025.      |        | Такахиро Хасуи    | TBA          | Рађен по манги коју је написао Гошо Аојама.                       |
| 2026.      |        | Јошиаки Ивасаки   | TBA          | Рађен по лајт роману који је написао Мија Казуки.                 |

### Аниме филмови
| Година     | Наслов | Директор         | Број филмова | Допис                                                        |
| ---------- | ------ | ---------------- | ------------ | ------------------------------------------------------------ |
| 2013.      |        | Рјотаро Макихара | 1            | Оригиналан филм.                                             |
| 2014–2015. |        | Тецуро Араки     | 2            | Исечци прве сезоне серије.                                   |
| 2015.      |        | Рјотаро Макихара | 1            | Део пројекта Ито.                                            |
| 2016–2017. |        | Тецуро Араки     | 2            | Исечци серије .                                              |
| 2017–2018. |        | Тецуја Вакано    | 3            | Адаптација манге .                                           |
| 2018.      |        | Тецуро Араки     | 1            | Исечци друге сезоне серије.                                  |
| 2018.      |        | Тецуто Јаџима    | 1            | Рађен у сарадњи са -ом.                                      |
| 2019.      | !      | Рјоџи Масујама   | 1            | Оригиналан филм.                                             |
| 2019.      |        | Тецуро Араки     | 1            | Наставак серије .                                            |
| 2020.      |        | Тецуро Араки     | 1            | Исечци прве три сезоне анимеа.                               |
| 2023.      |        | Такаши Катагири  | 1            | Рађен по манги коју је написао Тацуја Ендо у сарадњи са -ом. |

### ОВА/ОНА епизоде
| Година     | Наслов | Директор          | Врста | Број епизода | Допис                                         |
| ---------- | ------ | ----------------- | ----- | ------------ | --------------------------------------------- |
| 2013.      |        | Тецуро Араки      | ОВА   | 1            | Долази са посебним издањем 12. дела манге.    |
| 2014–2015. |        | Тецуро Араки      | ОВА   | 2            | Адаптација Ган Шаркове манге.                 |
| 2016.      |        | Кјоџи Асано       | ОНА   | 1            | Кратак филм преузет из видео игре .           |
| 2016–2017. |        | Норихиро Наганума | ОВА   | 3            | Прилагођено Коре Јамазакијевој манги .        |
| 2017–2018. |        | Масаши Коизука    | ОВА   | 3            | Прилагођено Хироши Сековом истоименом роману. |
| 2019–2022. |        | Јутаро Кубо       | ОВА   | 2            | Прилагођено Нагабеовој манги истог имена.     |
| 2021–2022. | 8      | Наоки Јашибе      | ОНА   | 8            | Засновано на Фузијевим музичким видеима.      |
| 2022.      |        | Тецуро Араки      | ОНА   | 1            | Оригиналан филм за .                          |
| 2022.      |        | Рјотаро Макихара  | ОНА   | 5            | Огинална аниме серија рађена за .             |
| 2022.      |        | Кен Јамамото      | ОНА   | 3            | Рађен по видео игри .                         |
| 2024.      |        | Хиро Кабураги     | ОНА   | 4            | Наставак серије .                             |
| 2024.      |        | Јуми Камакура     | ОНА   | 6            | Засновано на бајкама браће Грим.              |
| 2025.      |        | Масаши Коизука    | ОНА   | 18           | Огинална аниме серија рађена за .             |

### Видео игре
| Година | Наслов | Издавач | Врста                     | Допис                             |
| ------ | ------ | ------- | ------------------------- | --------------------------------- |
| 2017.  |        |         | Игрица за мобилни телефон | Уводна анимација, анимиране сцене |
| 2018.  |        |         | Игрица за мобилни телефон | Уводна анимација                  |
| 2018.  |        |         | Игрица за конзоле         | Уводна анимација                  |
| 2018.  |        |         | Игрица за мобилни телефон | Уводна анимација, анимиране сцене |

### Музички видеи
| Година | Наслов | Извођач | Директор      | Допис  |
| ------ | ------ | ------- | ------------- | ------ |
| 2019.  | "      | Еве     | Нобутака Јода | [ 7 ]  |
| 2019.  | "      | Еве     | Нобутака Јода | [ 8 ]  |
| 2020.  | "      |         | Кенго Саито   | [ 9 ]  |
| 2020.  | "      |         | Кјоџи Асано   | [ 10 ] |